# Велико херцогство Олденбург
Вижте пояснителната страница за други значения на Олденбург.
Великото херцогство Олденбург (на немски: Großherzogtum Oldenburg) е държава-монархия от 1815 до 1918 г. в Германия. През 1910 г. има територия от 6427 км² и 545 172 жители през 1925 г.

## История
През 1815 г. държавата е създадена от Херцогство Олденбург, Княжество Любек, Графство Делменхорст, Господство Йевер. Столица е град Олденбург и се управлява (до 1918 г.) от велик херцог от династията Дом Олденбург.
Първият велик херцог е Петер Фридрих Лудвиг, който през 1814 г. се връща от изгнание в Русия. На Виенския конгрес през 1815 г. той е издигнат на велик херцог.
Последния велик херцог е Фридрих Август, който се отказва от трона на 11 ноември 1918 г. заради Ноемврийската революция. Последвано е от Свободна държава Олденбург, която през 1946 г. влиза в Долна Саксония.